# باربورا کریچیکووا
 باربورا کریچیکووا (انگلیسی: Barbora Krejčíková؛ زادهٔ ۱۸ دسامبر ۱۹۹۵) یک تنیس‌باز اهل جمهوری چک است.